# Parrocchia di Beauregard
La parrocchia di Beauregard (in inglese Beauregard Parish) è una parrocchia dello Stato della Louisiana, negli Stati Uniti. La popolazione al censimento del 2000 era di 32 986 abitanti. Il capoluogo è DeRidder.

## Geografia
La parrocchia si trova nel sud-ovest dello Stato, al confine con il Texas. Il confine con il Texas è interamente segnato dal fiume Sabine. Il territorio è prevalentemente rurale e agricolo con numerosi corsi d'acqua.

### Parrocchie e contee confinanti
- Parrocchia di Vernon - nord
- Parrocchia di Allen - est
- Parrocchia di Jefferson Davis - sud-est
- Parrocchia di Calcasieu - sud
- Contea di Newton (Texas) - ovest

## Storia
La parrocchia (in Louisiana le parrocchie costituiscono un livello amministrativo equivalente a quello delle contee degli altri stati degli USA) fu creata nel 1912 da parte della parrocchia di Calcasieu. Fu chiamata così in onore del generale  Pierre Gustave Toutant de Beauregard.

## Comuni
La contea comprende la city di DeRidder (il capoluogo) e la town di Merryville, oltre ai seguenti census-designated places:
- Longville
- Oretta
- Singer
- Sugartown